# 金光市左衛門 (清之進)
金光 市左衛門（かなみつ いちざえもん、享保14年（1729年） - 宝暦4年2月4日（1754年2月25日））は、岡山藩士。金光藤之丞の子、弟に金光幸介。通称は清之進、のち市左衛門。諱は幸次。四十五俵四人扶持（四公六民の年貢の基準で言えば、110石程度の価値に相当）。
元文3年（1738年）10月、父・藤之丞の死去により跡目相続。延享3年（1746年）12月2日に御城番、寛延2年（1749年）江戸詰めとなる。宝暦4年（1754年）、病に罹り弟・熊次郎を養子とする。同年2月4日、病のため死去。跡目は弟・熊次郎が相続した。